# Trattato polacco-sovietico di scambio territoriale
Il trattato polacco-sovietico di scambio territoriale (in polacco Umowa o zmianie granic z 15 lutego 1951, in russo Польско-Советский обмен участками территорий 1951 года? e in ucraino По́льсько-радя́нський о́бмін діля́нками терито́рій 1951 ро́ку?) fu un trattato stipulato fra Polonia ed Unione Sovietica il 15 febbraio 1951, riguardo a dei territori lungo i loro confini dell'epoca, per una superficie totale di 480 chilometri quadrati.